# Jestestwo
Jestestwo – przestarzały, wieloznaczny polski termin filozoficzny. Jest to nominalizacja czasownika „być”, notuje się też (słownik Lindego) formy oboczne „jesteństwo”, „jestwo”. Spotykany w filozofii polskiej do XIX wieku, m.in. u Staszica. Oznaczać mógł albo istotę żywą albo byt, bytowanie, egzystencję. Obecnie funkcjonuje także jako jedno z polskich tłumaczeń terminu Dasein (Bogdan Baran), istnieją także inne propozycje przekładowe („przebywanie” – Wawrzyniec Rymkiewicz).